# Sébastien Daucé
Sébastien Daucé (* 4. Juni 1980 in Rennes) ist ein französischer Musikologe, Organist und Orchesterleiter.

## Leben
Sébastien Daucés musikalische Ausbildung begann in seiner Heimat, als Sängerknabe der Chorschule an der Kathedrale von Rennes. Danach studierte er Musikwissenschaften an der Universität Rennes, anschließend besuchte er die Cembaloklassen von Françoise Lengellé und Yves Rechsteiner am Conservatoire national supérieur de musique et de danse de Lyon. Daucé gründete 2008 das Ensemble Correspondances, welches sich aus früheren Studenten des Konservatoriums zusammensetzt. Das Ensemble, das er auch leitet, ist durch seine Aufführungen von Kompositionen französischer Komponisten des 17. Jahrhunderts wie Marc-Antoine Charpentier oder Antoine de Boësset bekannt geworden. Mit seinem Ensemble war er unter anderem Gast bei Alte-Musik-Festspielen in Ambronay, Pontoise, Sablé, Saintes, Beaune, Lanvellec, La Chaise-Dieu oder Utrecht.
Im Sommer 2015 führte Daucé mit seinem Ensemble und der Altistin Lucile Richardot das Musik- und Ballettstück Le Concert royal de la nuit beim Festival von Saintes auf, das seit 1653 nicht mehr öffentlich zu sehen und zu hören war.
Als Musikherausgeber veröffentlichte Daucé für den Verlag Éditions Abbesses in Zusammenarbeit mit William Christie drei Opern.

## Diskographie
- Antoine Boësset: L'archange et le Lys. Ensemble Correspondences. Daucé: Dirigent, Virginal und Orgel. Zig Zag.
- Marc-Antoine Charpentier: Oh Maria! Psaumes et Motets. Ensemble Correspondences. Daucé: Dirigent.
- Marc-Antoine Charpentier: Motets pour la Maison de Guise. Litanies à la Vierge et Miserere. Ensemble Correspondances. Daucé: Dirigent. CD: Harmonia Mundi HMC 902160.[4]
- Étienne Moulinié: Meslanges pour la chapelle d'un prince HMC 902194
- Le Concert royal de la nuit. 2 CD, Harmonia Mundi, mit Beibuch. Lucile Richardot, Ensemble Correspondences. Für die Einspielung erhielt er den Echo Klassik 2015 „World premiere recording of the Year“.[5]
- Michel-Richard Delalande: Leçons de ténèbres, Sophie Karthäuser (Sopran), HMC 902206, 2015